# Kuno von Eltz-Rübenach
Kuno Heinrich Franziskus Maria Hubertus Reichsfreiherr und Edler Herr von und zu Eltz-Rübenach (Schloss Wahn, 20 novembre 1904 – Várpalota, 30 gennaio 1945) è stato un politico e militare tedesco.
Eltz discendeva da un'antica famiglia nobile del Palatinato, le cui origini risalivano al VII secolo; inoltre era imparentato con Jacob von und zu Eltz gen. Faust von Stromberg e con il barone Paul von Eltz-Rübenach, suo zio. Studiò nel ginnasio umanistico di Bedburg fino al 1923, quando conseguì il diploma di maturità classica; dal 1924 al 1929 studiò storia medievale e filosofia in diverse università, come era abitudine dei giovani tedeschi: Rostock, Monaco di Baviera, Marburgo e Bonn.
Durante i suoi studi a Marburgo, von Eltz entrò in contatto con Karl Leon Du Moulin-Eckart esponente locale del movimento nazista, nel quale entrò il 1º luglio 1928, avendo la tessera numero 92775; dall'agosto 1928 al settembre 1929 fu Sturmführer nelle SA e diresse la Nationalsozialistischen Deutscher Studenbund (NSDStB) a Marburgo e Bonn; dal 1929 al 1932 fu capo del gruppo nazista di Bonn.
Dal 24 aprile 1932 al 14 ottobre 1933 fu deputato al Parlamento di Prussia e dal novembre 1933 ebbe un mandato per il Reichstag. Nel 1931 von Eltz divenne insieme al Gauleiter Joseph Grohé e al politico Heinz Günther von Obernitz uno dei responsabili nella politica agraria istituita da Walter Darré in Renania e successivamente, quando i nazisti vennero al potere e Walter Darré divenne ministro dell'agricoltura von Eltz, Joseph Grohé e von Obernitz ricoprirono alcuni degli incarichi più importanti all'interno del ministero: von Eltz fu segretario di stato per l'agricoltura dal 1939 al 1943, nonché responsabile agricolo delle province renane.
L'8 giugno 1936 von Eltz entrò a far parte delle SS come SS-Obersturmbannführers; nel gennaio 1937 divenne SS-Stadartenführers e dal novembre dello stesso anno divenne "Großen SS-Standartenführers".
Durante la Seconda Guerra Mondiale von Eltz comando la SS-Standarte "Germania", nella Waffen-SS, partecipando all'invasione della Francia; nel 1940 divenne Obersturmführer della Waffen-SS.
I rapporti tra von Eltz ed il mondo nobiliare da cui proveniva furono molto complessi: egli era legato ad una tradizione aristocratica millenaria e dall'altro canto aderendo al nazismo disonorava gli ideali della nobiltà, tanto più che la politica agraria di Darré sostenuta da von Eltz prevedeva l'abbattimento dell'antica nobiltà tedesca a favore di una più recente "aristocrazia contadina". Già dal 1930 aveva tagliato tutti i suoi rapporti con la famiglia, compreso con suo zio il ministro Paul von Eltz-Rübenach e nel 1932 a causa della sua adesione al nazismo il presidente della Società Nobiliare della Vestfalia, il conte Clemens von Drose zu Hülshoff lo espelleva dalla società nobiliare e nel 1937 Guglielmo di Wied, presidente della Consulta dei Nobili Tedeschi lo espulse anche da questo organismo nobiliare.
Nel 1943 von Eltz divenne Gauleiter di Danzica e SS-Brigadeführer; aderì alla "Congiura della Cancelleria" architettata da alcuni ex esponenti del partito nazista come Ernst von Weizsäcker, Alexander von Dörnberg, Rüdiger von der Goltz (1892-1976), Alexander von Wangenheim, Wolf-Heinrich von Helldorf, Gottfried von Bismarck-Schönhausen, Arthur Nebe e Erich Kordt per eliminare Hitler ed instaurare la dittatura militare per poi fare la pace con gli Alleati; non si conosce fino a che punto von Eltz fosse coinvolto in questa congiura, alla quale non venne mai dato luogo e che rimase a lungo sconosciuta, tranne per il fatto che von Dörnberg, von der Goltz e von Wangenheim tra i tanti scontarono l'ultimo anno di guerra in campo di concentramento; nel libro che von Dörnberg avrebbe pubblicato nel 1965 dice che von Eltz non volle prendere pare attiva al putsch mai avvenuto, ma che avrebbe garantito la fedeltà delle sue truppe in caso di riuscita del colpo di stato; inoltre, contrariamente a von der Goltz, von Helldorf e von Bismarck-Schönhausen non fu coinvolto nel colpo di stato di Stauffenberg per eliminare Hitler.
Von Eltz continuò la guerra e il 1º marzo 1944 lasciò le Waffen-SS per la SS corazzate; al comando della 3. SS-Panzer-Division "Totenkopf" combatté in Ungheria contro i russi; von Eltz venne ucciso da un cecchino durante un combattimento contro l'armata rossa in Ungheria, durante la parte finale della guerra.